# Geniascota lacteata
Geniascota lacteata är en fjärilsart som beskrevs av George Francis Hampson 1926. Geniascota lacteata ingår i släktet Geniascota och familjen nattflyn. Inga underarter finns listade i Catalogue of Life.